# Mann ist Mann
Mann ist Mann ist ein Lustspiel von Bertolt Brecht, das mit dem Untertitel „Die Verwandlung des Packers Galy Gay in den Militärbaracken von Kilkoa im Jahre neunzehnhundertfünfundzwanzig“ 1926 parallel in Darmstadt und Düsseldorf uraufgeführt wurde. Es existieren verschiedene Fassungen und Vertonungen. 
Das Parabelstück schildert die Verwandlung der Hauptfigur des Stückes, des Packers Galy Gay, in einen Soldaten. Thema ist die Austauschbarkeit menschlicher Identitäten. In einer langen Kette von Verwicklungen wird deutlich, dass menschliche Identität erst durch den sozialen Kontext, in Bezug auf andere Menschen definierbar wird. Auch Sergeant Charles Fairchild, genannt Blutiger Fünfer, lässt sich aus erotischen Gründen auf einen Identitätswechsel ein, ist darüber aber so entsetzt, dass er sich heimlich kastriert, um nicht noch einmal seine Identität als knallharter Sergeant aufs Spiel zu setzen. Bis auf die Witwe Begbick durchlaufen alle Personen des Stücks Identitätswechsel. Das Stück zeigt die Verluste der Individualität ironisch gebrochen. Erste Elemente des später von Brecht entwickelten Theaterkonzepts werden sichtbar, wenn sich die Darsteller ans Publikum wenden, Songs die Handlung unterbrechen oder der halbhohe Vorhang die Umbauten nur unvollständig verbirgt.

## Entstehung
Zu den verschiedenen Fassungen des Stücks existieren zusätzlich umfangreiche Vorarbeiten in Form von Skizzen, Textvarianten, und Entwürfen, sodass „Mann ist Mann zu den umfangreichsten Überlieferungen im Nachlaß“ gehört. Bereits zum Ende des Ersten Weltkriegs hat Brecht unter dem Titel „Galgei“ mit Überlegungen begonnen, ein Theaterstück zu verfassen, das die Austauschbarkeit menschlicher Individualität zeigt. 
„Das war der Bürger Galgei
Mit schwerem Kopf und dick
Dem sagten Schurken einst, er sei
Der Butterhändler Pick.“
1920/21 entwirft er die ersten Szenen, die noch auf dem Augsburger Jahrmarkt „Plärrer“ spielen. Nach einer längeren Pause setzt Brecht die Arbeit 1924 fort. Tief beeindruckt von der Lektüre Rudyard Kiplings verlegt er die Handlung ins koloniale Indien. Der Titel wechselt von „Galgei“ zu „Mann ist Mann“ und der Protagonist heißt jetzt „Galy Gay“. Zusammen mit Elisabeth Hauptmann erarbeitet er Text und Szenen. Weihnachten 1925 erhält Elisabeth Hauptmann das bis dahin erarbeitete Stück als 170 Seiten umfassendes Manuskript zum Geschenk mit einer humorvollen persönlichen Widmung unter der Überschrift „hauptmanuskripte“. Das Stück ist zu diesem Zeitpunkt noch Entwurf, das Manuskript enthält neben fertigen Passagen Notizen und Kommentare. 1926 stellen Hauptmann und Brecht die erste Fassung fertig.
Eine Urfassung von Mann ist Mann, die von den Stückfassungen von 1926 und 1938 deutlich abweicht, wurde erst 2016 bekannt. Anders als in den späteren Textfassungen, in denen das militärische Milieu explizit zur Kampfstätte gemacht wird, konzentriert sich der Kampfplatz in der Urfassung des Stücks „auf die unterdrückte und sublimierte Sexualität“. Die etwa 1925 entstandene Urfassung, von der nur ein Exemplar vorhanden ist, befand sich im Nachlass des österreichischen Theaterleiters und Theater- und Filmregisseurs Max Reinhardt (Sammlung Jürgen Stein). 

### Literarische Quellen

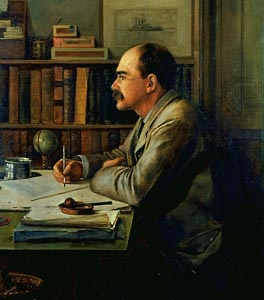
Ideengeber Rudyard Kipling

Die literarischen Quellen sind gut erforscht. Kiplings Erzählung „Soldiers Three“ war Vorlage für die drei Soldaten Uria, Jesse und Jip. Auch die Erzählung „Krishna Mulvaney“, Deutsch in der Sammlung „Soldatengeschichten“, berichtet von einer Gruppe von drei Soldaten und ist Vorlage für das Motiv der Gefangenschaft in einem Palankin. Die Ballade „Loot“ aus den Barrack Room Ballads erzählt von einem Tempeleinbruch. Das Werk von Kipling liefert eine Reihe weiterer Motive. Andere Ideen stammen aus Alfred Döblins Roman Die drei Sprünge des Wang-lun, der Titel des Stücks „Mann ist Mann“ stammt laut der Brecht Gesamtausgabe aus dem Gedicht „Der Panamakanal“ von Ivan Goll (1924). Brechts Titel „Mann ist Mann“ taucht in der literarischen Tradition häufig auf. Ferdinand Freiligraths Gedicht Trotz alledem und dessen Vorlage, das von Robert Burns 1795 verfasste A Man’s a Man for A’ That (Ein Mann ist ein Mann trotz alledem), dürften Goll und auch Brecht gekannt haben:
„Und sitzt ihr auch beim kargen Mahl
In Zwilch und Lein und alledem,
Gönnt Schurken Samt und Goldpokal -
Ein Mann ist Mann trotz alledem!“
Freiligrath hatte 1843 Robert Burns Hymne übersetzt und im Revolutionsjahr 1848 neu adaptiert. Der Titel wurde zu einem Motto der Arbeiterbewegung. 
In Bezug auf die Metaphorik des Stücks ist auch die Sprichworttradition interessant. Galy Gay, unterwegs, im Auftrag seiner Frau, Fisch einzukaufen, wird zum Mann, indem er diesen Auftrag aufgibt. „Halb Fisch, halb Mann, ist Fisch noch Mann; / Gar Fisch ist Fisch, gar Mann ist Mann“, dichtete im 13. Jahrhundert Reinmar von Zweter. Die zum Sprichwort gewordene Wendung gibt es in zahlreichen Varianten:
1. Es sind nicht alles Heilige, die weiße, schwarze oder graue Zipfel tragen.
2. Hofmönch und Klosterritter taugen nicht; halb Fisch halb Mann, ist weder Fisch noch Mann.
3. Gar Fisch ist Fisch, gar Mann ist Mann; ins Kloster mit dem Pfaff!

## Inhalt der ersten Fassung
In 11 Szenen entwickelt die erste Fassung die Geschichte des irischen Packers Galy Gay, der sich aufmacht, einen Fisch einzukaufen (Szene 1). Zu dieser Zeit überfallen die vier Soldaten Uria Shelley, Jesse Mahoney, Polly Baker und Jeriah Jip betrunken die Alte Gelbherrpagode. Die Pagode ist aber mit Fallen versehen und Jeriah Jip verliert seine Haare, als er in einem mit Klebstoff bestrichenem Fenster hängenbleibt. Sie verstecken ihn in einem Palankin (2. Szene). Auf dem Weg zum Einkauf hat Galy Gay, der nicht nein sagen kann, sich überreden lassen, einer Frau die Tasche heimzutragen. Dabei trifft er die drei Soldaten, die Ersatz für den vierten Mann beim Appell brauchen (3. Szene). Sie überreden Galy Gay, mit ihnen die Kantine der Witwe Leokadja Begbick und ihrer drei Töchter aufzusuchen. Dort erfahren sie von der Strenge des Sergeants „Blutiger Fünfer“, dem „Tiger von Kilkoa“. Sie kleiden Galy Gay in Armeekleidung und dieser vertritt den versteckten Jeraiha Jip beim Appell (4. Szene). Wang, der Herr der Gelbherrpagode, will derweil den betrunkenen Jeraiha Jip als Gott vermarkten. Seinen Kameraden, die diesen befreien wollen, droht er mit Anzeige, sodass sie unverrichteter Dinge wieder gehen (5. Szene). Die kurze sechste Szene zeigt Galy Gay, der in der Kantine eingeschlafen ist. In der Pagode schafft es Wang, Jip den Aufenthalt mit gutem Essen attraktiv zu machen (7. Szene). Wang geht in die Kantine und kauft sieben Flaschen vom besten Whisky. Als Jips Freunde das sehen, wissen sie, dass er nicht zurückkommen wird. Sie beschließen, Galy Gay in einen Soldaten zu verwandeln. Um ihn zu überreden, drohen sie ihm, dass der Sergeant ihm den Kopf von einem Elefanten zertreten lassen wird, weil er bei einem Appell den falschen Namen gesagt hat. Daraufhin behauptet Galy Gay selbst seiner Frau gegenüber, dass er Jeraiha Jip sei. Das Motto „Mann ist Mann“ wird so gedeutet, dass alle Männer gleich und austauschbar seien. (8. Szene) 
In einem „Zwischenspruch“ erklärt die Darstellerin der Leokadja Begbick „neben dem Bildnis des Herrn Bertolt Brecht“ die Absicht des Stücks:
„Aber Herr Bertolt Brecht beweist auch dann
Daß man mit einem Menschen beliebig viel machen kann.
Hier wird heute abend ein Mensch wie ein Auto ummontiert
Ohne daß er irgendetwas dabei verliert“
Mit dem metaphorischen Appell an die Zuschauer, „seinen Privatfisch schwimmen zu lassen“, fordert Leokadja Begbick dazu auf, sich in der gefährlichen Welt anzupassen.
Die Armee bricht auf in Richtung Tibet. Die Soldaten verwickeln Galy Gay in ein undurchsichtiges Geschäft mit einem Elefanten, der nur eine Attrappe ist. So haben sie einen Vorwand, ihn zu fesseln und mitzunehmen. Blutiger Fünfer erzählt, wie er zu seinem Namen gekommen ist: Er hat seinen Revolver an fünf gefangenen Sikhs „ausprobiert“. Am Ende übernimmt der verzweifelte Galy Gay die Rolle des Jip. Er glaubt selber an seine neue Identität, als man ihm vorspiegelt, man habe Galy Gay erschossen. (9. Szene)
Galy Gay beobachtet, wie sich Blutiger Fünfer selbst entmannt, weil er mit seiner Schwäche gegenüber den Frauen nicht fertigwird. Galy Gay ist jetzt einer der 100.000 Soldaten auf dem Weg nach Tibet, einer entindividualisierten Masse von Gleichgemachten (10. Szene). Die elfte Szene spielt bei der Bergfestung Sir el Dchowr in Tibet, die die Engländer erobern wollen. Jeraiha Jip kehrt zurück, wird aber abgewiesen und mit dem Pass von Galy Gay ausgestattet. Der ist inzwischen ganz Soldat und erkennt den Schwachpunkt der Bergfestung und vernichtet sie mit 5 Kanonenschüssen. Er ist eine menschliche Kampfmaschine geworden.

## Aufführung und Wirkung

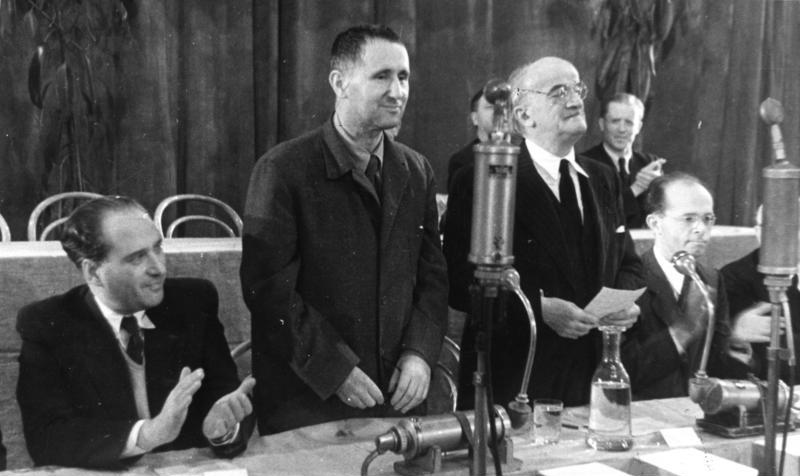
Ernst Legal, Hauptdarsteller der Uraufführung, rechts neben Bertolt Brecht, (1948)

Am 25. September 1926 wurde das Stück gleichzeitig in Darmstadt und Düsseldorf uraufgeführt. Jacob Geis’ Inszenierung in Darmstadt mit dem Bühnenbild von Caspar Neher gilt als erste Aufführung mit „Brecht-Gardine“, dem halbhohen Vorhang, der die Umbauten zwischen den Szenen nicht verdeckt. Ernst Legal spielte den Galy Gay. Die Reaktionen waren zwiespältig. Regisseur Geis vermisste im Brechtstück „das Tempo des unwiderstehlichen Vorgangs“, er empfand die Unterbrechungen zum Teil als „Dressur“. Brechts neues Konzept irritierte auch das Publikum. Die Presse lobt Schauspieler, Bühnenbild und Regie, die Meinungen zum Stück sind allerdings geteilt. Elisabeth Langgässer spricht von „zeitgeschichtlicher Bedeutung“ des Stücks und lobt Konsequenz und dichterische Qualität. Lobend äußerte sich Herbert Ihering, der das Stück mit Chaplins Gold Rush verglich, ablehnend Alfred Kerr. Während die Darmstädter das Mann-ist-Mann-Lied in der Vertonung von Brecht brachten, hatte in Düsseldorf Josef Vorsmann die Songs im Jazzstil vertont. Regie führte Joseph Münch, den Galy Gay spielte Ewald Balser. Die Kritiken fielen hier schlechter aus, sowohl in Bezug auf die Inszenierung als auch auf das Stück.

### Funkstunde Berlin

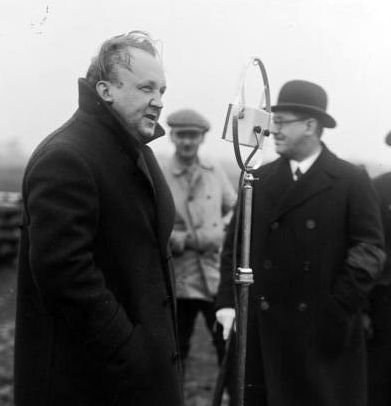
Alfred Braun, Regisseur der Rundfunkfassung von „Mann ist Mann“

Nach der durchwachsenen Reaktion auf die Uraufführung erarbeitete Brecht eine Fassung für den Rundfunk, die am 18. März 1927 in der Funk-Stunde Berlin gesendet wurde. Alfred Braun führte Regie, Ernst Legal sprach Galy Gay, Helene Weigel die Leokadja Begbick, die Komposition kam von Edmund Meisel.
Brecht hat die Radioversion mehrmals kommentiert. In der Rundfunk-Rundschau sprach er selbstbewusst für seine Generation, die sich für das Radio interessiere, weil die Theater „alt und ideenlos“ geworden seien. „Mann ist Mann“ bezeichnete er als Stück einer neuen Gattung, in der die Probleme „von erfolgreichen bürgerlichen Stücken 〈…〉 nicht vorkommen“. Es gehe nicht mehr um den „individuellen psychologischen Zustand“, sondern um die „Auseinandersetzung der Masse mit dem Individuum“ in einer Zeit, in der „der oberflächliche Firnis des Individualismus sich zersetzt“.

## Analyse
Der Titel des Stücks, „Mann ist Mann“, klingt wie eine These: So, als seien alle Männer gleich. Über die Identität und die zugehörige Lebensgeschichte der Hauptfigur Galy Gay erfährt der Zuschauer denn auch wenig: Er ist verheiratet, arbeitet als Packer und ist auf dem Weg, für seine Frau Fisch einzukaufen. Dennoch werden aus seinem Verhalten und Äußerungen Charakterzüge anderer Figuren sichtbar: Er ist weich, kann nicht nein sagen, ist manipulierbar durch andere. 

„Andererseits ist dieser Mann ohne Vergangenheit „ein eigentümlicher Mann“. So nennt ihn sowohl seine Frau als auch die Witwe Begbick. Seine Eigentümlichkeit scheint allerdings vor allem in einem Mangel an Eigenschaften zu bestehen. Besonders die charakteristische Unbestimmtheit seines Verhaltens disponiert ihn geradezu zum Exempel für Brechts These.“

## Siglenverzeichnis
- GBA = Werner Hecht, Jan Knopf, Werner Mittenzwei, Klaus-Detlef Müller (Hrsg.): Bertolt Brecht, Werke, Große kommentierte Berliner und Frankfurter Ausgabe, Berlin und Weimar (Aufbau-Verlag), Frankfurt am Main (Suhrkamp Verlag) 1988 ff.

## Textausgaben
- Bertolt Brecht: Mann ist Mann. Die Verwandlung des Packers Galy Gay in den Militärbaracken von Kilkoa im Jahre neunzehnhundertfünfundzwanzig. Mit einem Anhang: Das Elefantenkalb oder Die Beweisbarkeit jeglicher Behauptung, Berlin [Propyläen-Verlag] 1927
- Bertolt Brecht: Mann ist Mann. Die Verwandlung des Packers Galy Gay in den Militärbaracken von Kilkoa im Jahre neunzehnhundertfünfundzwanzig. Fassung von 1938, Gesammelte Werke, Band 1, London (Malik-Verlag) 1938, S. 161–224
- Bertolt Brecht: Mann ist Mann. Fassung von 1953. in: Stücke, Bd. 2, Aufbau-Verlag, Berlin 1955
- Bertolt Brecht: Mann ist Mann. Die Verwandlung des Packers Galy Gay in den Militärbaracken von Kilkoa im Jahre neunzehnhundertfünfundzwanzig. Fassung von 1926, GBA Bd. 2, Stücke 2, S. 93–168
- Bertolt Brecht: Mann ist Mann. Die Verwandlung des Packers Galy Gay in den Militärbaracken von Kilkoa im Jahre neunzehnhundertfünfundzwanzig. Fassung von 1938, GBA Bd. 2, Stücke 2, S. 169–227

## Sekundärliteratur
- Jan Knopf: Brecht-Handbuch, Theater, Stuttgart (Metzler) 1986, ungekürzte Sonderausgabe, ISBN 3-476-00587-9
- Jan Knopf (Hrsg.), Brigitte Bergheim (Red.), Joachim Lucchesi (Red.): Brecht Handbuch in fünf Bänden. Band 1. Stücke. ISBN 3-476-01829-6, Stuttgart (Metzler) 2001
- Ana Kugli: Mann ist Mann. In: Brecht Handbuch in fünf Bänden. Band 1. Stücke. ISBN 3-476-01829-6, S. 152–166
- Frank Thomsen, Hans-Harald Müller, Tom Kindt: Ungeheuer Brecht. Eine Biographie seines Werks. Vandenhoeck & Ruprecht 2006, ISBN 978-3-525-20846-5